# Splendid's
 (mai 2018).
Si vous disposez d'ouvrages ou d'articles de référence ou si vous connaissez des sites web de qualité traitant du thème abordé ici, merci de compléter l'article en donnant les références utiles à sa vérifiabilité et en les liant à la section « Notes et références ».
Splendid's est une pièce de théâtre en deux actes de Jean Genet publiée après sa mort (1993). Elle a été créée en France le 24 février 1995 au Théâtre des Amandiers de Nanterre dans une mise en scène de Stanislas Nordey.
La pièce est composée comme un huis clos. Entre ciel et terre, au septième étage d'un hôtel de luxe, le Splendid's, sept gangsters, rejoints par un policier en rupture de légalité, défient l’ordre public : ils ont enlevé dans les salons la fille d'un millionnaire américain et réclament une rançon. Dans un moment d'inattention, l'un des bandits a serré de trop près l'otage qui a « succombé par erreur ». Pour sauver la situation et retarder l'assaut des forces de police, le chef de gang prend alors une décision héroïque : il décide de faire lui-même une apparition, revêtu de la robe de bal de la jeune fille (éventail, dentelles, paillettes) sur les balcons du palace.

## Édition
Splendid's ainsi que la pièce Elle, sont toutes deux publiées à titre posthume par le plus ancien éditeur de Jean Genet, Marc Barbezat. Cependant, la raison de la non-publication diffère. Nous ne savons pas grand chose des raisons qui ont mené Jean Genet a se désintéresser de Elle, Michel Corvin dans la préface à l'édition de 2010 suppose que l'auteur était alors plus affairé en 1955 par sa pièce Les Nègres. L'élaboration de Splendid's, en revanche, remonte à l'année 1948 et s'inscrit dès lors dans la chronologie et dans la continuité thématique des romans de la période de 1945-1950. En effet, Miracle de la rose, Querelle de Brest, Pompes Funèbres ou encore le Journal du voleur ont beaucoup en commun avec la pièce : le personnel dramatique mobilisé (jusque dans les patronymes) sont les mêmes et certains dialogues sont des échos directs des dialogues de Splendids. Ainsi, la pièce faisant, en quelque sorte doublon avec d'autres œuvres composées à la même période, on peut supposer que l'auteur s'en soit désintéressé. Par ailleurs, lorsqu'il est question de porter la pièce à la scène (en 1956), Jean Genet met fin à la série que les critiques nomment "la série des exclus", qu'il clôture avec Les Bonnes.

## Distribution à la création
- Laurent Sauvage : Scott
- Guillaume Gatteau : le policier
- Massimo Bellini : Jean
- Pierre Marello : Bob
- Christophe Reymond : Bravo
- Olivier Dupuy : Rafale
- Frédéric Fisbach : Riton
- Michel Demierre : Pierrot
- Laurent Valo : la radio
- Valérie Lang : voix off de la radio

- Metteur en scène : Stanislas Nordey
- Décors : Emmanuel Clolus
- Costumes : Raoul Fernandez
- Lumières : Stéphanie Daniel
- Son : Bernard Jamond

## Mises en scène notables
En 1956, Splendid's est annoncée au théâtre des Mathurins. 
En 2014, la pièce est mise en scène par Arthur Nauzyciel. 

## Thématiques abordées

### Le travestissement
Dans Splendid's, l'identité des personnages n'est jamais assise : les frontières entre les différentes personnalités sont floues. Leurs identités, leurs patronymes, leurs genres ou encore leurs rôles social sont toujours susceptible d'être échangés. 

#### Le masculin et le féminin
La pièce propose plusieurs exemples de travestissement, le plus évident étant celui auquel se livre Jean, en se parant des vêtements de la jeune Américaine assassinée. Les autres personnages font alors référence à Jean en utilisant des pronoms et des adjectifs féminins mais sans connotation négative. De la même manière, Bravo, à la fin de l'acte I, rappelle à ses compagnons d'infortune leur temps en prison en évoquant le travestissement qui aurait pu subvenir alors : "J'aurais pu être votre femme, puisque vous vous en priviez depuis le jour où la bande s'est formée en prison."

#### Les rôles archétypaux
Hormis la radio, qui est un personnage à part entière, le seul intrus présent sur scène est le policier. Ce personnage n'a pas de patronyme n'est jamais désigné que par son statut social. Or, malgré cette dénomination, le policier (avec Ritton) fait partie des personnages les plus enthousiasmés par la situation. En effet, il a choisi de rejoindre les malfaiteurs alors même qu'il savait que leur cause vouée à l'échec: "Mais, écoutez moi, nom de Dieu! [...] je passe du flic au gangster. Je me retourne, comme un gant et je vous montre l'envers du flic, gangster." (p. 97). 
Sa transformation n'est jamais totale cependant, puisque même s'il souhaite partager la gloire des gangsters, ce privilège ne lui est jamais accordé par les autres. Le statut de "flic", dans la pièce est une figure de l'autre. Pas aussi repoussoir que celle de "bourgeois", cependant, mais le terme même de "policer" ne peut se perdre qu'à la suite d'une initiation, que le policier de Splendid's n'accomplit pas tout à fait. Ainsi, Jean est plusieurs fois rabroué et tourné en ridicule par ses camarades lorsqu'ils "parle comme la police".  

#### Les identités
Les caractéristiques qui circonscrivent les identités des personnages sont assez peu développées et changent durant la pièce. Bravo, par exemple, revendique le rôle de "Rafale", le chef de la bande, car il estime le mériter davantage. Pierrot, à la fin de l'acte I, prend le rôle de son frère, mort avant leur mésaventure.  